# Saints of Los Angeles
Saints of Los Angeles (S.O.L.A) är ett musikalbum av hårdrocksbandet Mötley Crüe. Albumet släpptes den 24 juni 2008 och är det nionde i ordningen. The Dirt var det preliminära namnet på skivan, men förslaget skrotades. 
Saints of Los Angeles debuterade som nummer fyra på Billboard-topplistan i USA.

## Låtlista
1. "L.A.M.F." - 1:23
2. "Face Down in the Dirt" - 3:44
3. "What's It Gonna Take" - 3:45
4. "Down at the Whisky" - 3:50
5. "Saints of Los Angeles" (Sixx/Michael/Ashba/Frederiksen) - 3:40
6. "Mutherfucker of the Year" - 3:55
7. "The Animal in Me" - 4:16
8. "Welcome to the Machine" - 3:00
9. "Just Another Psycho" - 3:36
10. "Chicks = Trouble" - 3:13
11. "This Ain't a Love Song" - 3:25
12. "White Trash Circus" - 2:51
13. "Goin' Out Swingin'" - 3:27

## Medverkande
- Vince Neil - sång
- Nikki Sixx - bas, bakgrundssång
- Mick Mars - gitarr
- Tommy Lee - trummor
- Dj Ashba - Låtskrivare